# Bele Bergström
Leif Bele Wilhelm Bergström, född 12 november 1893 i Färnebo socken Värmland, död 13 september 1984, var en svensk länsjägmästare och silhuettklippare. Han var son till brukspatronen och riksdagsmannen Albert Bergström och Maria Dahl. Från 1921 gift med Vivi Sundquist. 1944 riddare av Kungl. Vasaorden.
Han examinerades från Skogshögskolan 1918 och anställdes vid domänverket samma år. Han var biträdande länsjägmästare och distriktsjägmästare vid skogsvårdsstyrelsen i Norrbotten 1930–1944 och länsjägmästare vid skogsvårdsstyrelsen i Halmstad 1945–1959.  
Bergström kom genom sitt yrke i nära kontakt med den nordiska faunan. Detta använde han i sina silhuettklipp, där han har hämtat motiven från skogen. Hans klippbilder bedömdes som utmärkta med en säker återgivning av djurens karakteristiska rörelse och attityd. Han medverkade i utställningen Skuggbilder, bildklipp och silhuetter på Liljevalchs konsthall i Stockholm 1930.